# Бад Урах
Бад Урах (њем. Bad Urach) град је у њемачкој савезној држави Баден-Виртемберг. Једно је од 26 општинских средишта округа Ројтлинген. Према процјени из 2010. у граду је живјело 12.503 становника. Посједује регионалну шифру (AGS) 8415078.

## Географски и демографски подаци
Бад Урах се налази у савезној држави Баден-Виртемберг у округу Ројтлинген. Град се налази на надморској висини од 463 метра. Површина општине износи 55,5 km². У самом граду је, према процјени из 2010. године, живјело 12.503 становника. Просјечна густина становништва износи 225 становника/km².

## Међународна сарадња
| Мјесто | Држава    | Врста сарадње | Од    |
| ------ | --------- | ------------- | ----- |
| Клини  | Француска | контакт       | 2000. |
| Извор  |           |               |       |